# Il bianco sole del deserto
Il bianco sole del deserto (Белое солнце пустыни) è un film del 1969 diretto da Vladimir Jakovlevič Motyl'.

## Trama
L'ambientazione è la costa orientale del Mar Caspio (l'attuale Turkmenistan), dove il soldato dell'Armata Rossa Fyodor Sukhov combatte da diversi anni la guerra civile nell'Asia russa. Il film si apre con un'inquadratura panoramica di una bucolica campagna russa. Katerina Matveyevna, l'amata moglie di Sukhov, è in piedi in un campo. Risvegliatosi da questo sogno ad occhi aperti, Sukhov sta camminando nel deserto dell'Asia centrale, in netto contrasto con la sua terra natale.[4] Trova Sayid sepolto nella sabbia. Sukhov libera Sayid e i due instaurano un rapporto amichevole ma reticente. Sayid, un austero centroasiatico, viene in soccorso di Sukhov in situazioni difficili durante il film. Mentre viaggiano insieme, vengono coinvolti in uno scontro nel deserto tra un'unità di cavalleria dell'Armata Rossa e guerriglieri Basmachi. Il comandante dell'unità di cavalleria, Rakhimov, affida alla protezione temporanea di Sukhov l'harem del leader Basmachi Abdullah, da lui abbandonato. Rakhimov lascia anche un giovane soldato dell'Armata Rossa, Petrukha, per assistere Sukhov e si lancia all'inseguimento di Abdullah in fuga.
Un orologio che raffigura la scena del film in cui Sukhov vede Sayid sepolto nella sabbia
Sukhov e le donne dell'harem di Abdullah tornano in un vicino villaggio costiero. Lì, Sukhov incarica il curatore del museo locale di proteggere le donne e si prepara a tornare a casa. Sukhov spera di "modernizzare" le mogli dell'harem e di renderle parte della società moderna. Le esorta a togliersi il burqa e a rifiutare la poligamia. Le mogli, però, sono riluttanti a farlo e, mentre Sukhov assume il ruolo di protettore, lo dichiarano il loro nuovo marito.
Un monumento a Vereshchagin
Presto, alla ricerca di una via d'acqua oltre il confine, Abdullah e la sua banda giungono nello stesso villaggio e trovano le mogli di Abdullah. Sukhov è destinato a rimanere. Sperando di ottenere aiuto e armi, Sukhov e Petrukha fanno visita a Pavel Vereschagin, un ex funzionario doganale dello zar. Vereschagin si affeziona a Petrukha, che gli ricorda il figlio morto, ma dopo averne discusso con la moglie assillante, Vereschagin si rifiuta di aiutare Sukhov. Sukhov trova una mitragliatrice e una cassa di dinamite che piazza sulla nave di Abdullah. Nel frattempo, Abdullah ha affrontato le sue mogli e si prepara a punirle per il loro "disonore", poiché non si sono uccise quando Abdullah le ha lasciate. Sukhov riesce a catturare e tenere Abdullah come ostaggio, ma dopo che se ne è andato, Abdullah convince Gyulchatai, la moglie più giovane dell'harem, a liberarlo e poi uccide Gyulchatai e Petrukha.
Il curatore del museo mostra a Sukhov un antico passaggio sotterraneo che conduce al mare. Sukhov e le donne dell'harem tentano di fuggire attraverso il passaggio, ma una volta giunti in riva al mare sono costretti a nascondersi in una grande cisterna di petrolio vuota. Abdullah lo scopre e progetta di darle fuoco.
Infuriato per il crudele omicidio di Petrukha, Vereschagin decide di aiutare Sukhov e prende la nave di Abdullah. Anche Sayid aiuta Sukhov e insieme respingono la banda di Abdullah. Vereschagin, ignaro della dinamite sulla nave e non udendo gli avvertimenti urlati da Sukhov, muore nell'esplosione della nave.
Sukhov uccide Abdullah e la sua banda, restituisce l'harem a Rakhimov e saluta Sayid. Quindi inizia il suo viaggio di ritorno a piedi, avendo rifiutato un cavallo poiché un cavallo è solo "un fastidio".